# Бисексуална литература
Бисексуална литература је поджaнр ЛГБТ литературе који укључује књижевне радове и ауторе који се баве темом бисексуалности или биромантизма. Ово укључује ликове, цртеже и / или теме које приказују бисексуално понашање и мушкараца и жена.
Фикција која спада у ову категорију може бити било којег жанра, попут историјске фантастике, научне фантастике, фантазије, хорора и романтике .

## Преглед
Бисексуална литература обухвата дела која садрже бисексуалност као главну заплет, као и дела са главним бисексуалним ликовима.
Иако се бисексуалност појавила у књижевним радовима већ 1748. године, у филму Фанни Хилл Јохна Цлеланда, средина 1990-их обележила је пораст публикација о бисексуалности, често под утицајем нове појаве бисексуалних организација. Велики део овог дела био је одговор на одсуство бисексуалности из историјског записа и савременог тренутка. Резултат тога су покушаји савремених рачуна да легитимишу бисексуалност као сексуални идентитет.
Велики део бисексуалне литературе усмерен је на "истицање присутности бисексуалности у историји, специфичности бисексуалних искустава и његово постојање као одржив облик сексуалне идентификације".
Иако постоје запажени примери како мушкарци и жене испољавају занимање за оба пола романтично и сексуално у раним књижевним делима, недавни катализатор покрета геј права покренуо је пораст више ЛГБТ литературе. Иако се већина ових књижевних дела фокусирала на лезбијске и геј везе, бисексуалност полако расте и постаје видљивија у књижевности и појединцима.

## Историја

### Пре 1900. године
Један од најранијих познатих примера бисексуалности у књижевности је Фанни Хилл, Јохн Цлеланд. У роману, титуларни лик Фанни има "узбудљиве и задовољавајуће сексуалне односе и са другим женама, као и са мушкарцима". Током овог временског периода хомосексуалност се сматрала акцијом, а не делом идентитета, па су случајеви било које хомосексуалности, укључујући бисексуалност, ретки у књижевним делима.
Познатији пример ликова који се подразумевају као бисексуални укључује Дориана Греја и споредне ликове из филма "Дориан Греи " Осцара Вилдеа . Сам Вајлд био је ожењен с децом, али су га савремени схватили да су имали ванбрачне везе и са женама и са мушкарцима. Неко време након објављивања филма Дориан Греи, Вајлд је позван на суд због оптужби за грубу непристојност због приказивања хомосексуалних претераних тонова и гласина о његовим геј везама. У модерним адаптацијама приче, Дориан се често приказује као бисексуалац.
' Буђење Кате Цхопин ' приказује чудотворну Едну Понтеллиер, за коју се показало да је "способна физички да реагује на жену и да воли жене" упркос бројним сексуалним односима са мушкарцима. Иако се сексуалност њеног главног јунака никада изричито не наводи, Шопин је знао или читао о хомосексуалности и бисексуалности у делима аутора попут америчког песника Валта Вхитмана или француског приповедача Гуи де Маупассанта, а то је вероватно утицало на сексуалну нејасноћу њеног лика.

### 1900.
У 1900-им се повећала бисексуална литература, мада не много, јер су многи аутори пратили тренд обрађивања радикалних и контроверзних тема у свом писању. Године 1926. Рицхард Бруце Нугент објавио је своју кратку причу експерименталне форме "Дим, љиљани и жад" која описује борбу човека који схвата своју привлачност према више људи, посебно човека чији је надимак као "лепотица". Ипак, рани део ове ере, слично као и последњи, видео је недостатак препознавања или погрешне идентификације бисексуалности у литератури. Горе Видал био је угледан аутор, есејиста и јавни интелектуалац који се идентификовао као бисексуалац, а написао је Град и стуб,  роман из 1948. који је описао бисексуалност као "природно" људско стање. Бисексуални ликови су се такође појавили у романима кључне личности и афроамеричког аутора Џејмса Балдвина, тачније у његовом роману Гиованнијева соба из 1956. године .
Иако су шездесете показале достигнућа за бисексуалце у изградњи покрета за ЛГБТ права у то време, мало је додавања о бисексуалној литератури. Неки романи, попут Странгер ин тхе Странгер Ланд и Тхе Лефт Ханд оф Даркнесс, приказују ликове или расе без пола или јасног пола, који су као резултат тога бисексуални, концепт који је настављен кроз више романа у наредним годинама. Током 1970-их, бисексуалци су стекли више признања у медијима, па је као резултат тога много публикација о природи бисексуалности. Часописи Тиме и Невсвеек објављивали су приче о "бисексуалном шику", скрећући пажњу пажње на бисексуалност. Као резултат тога, у литератури је било више појава бисексуалности. 1976. године објављен је први филм "Вампирске хронике" Ане Рице, а серија је неколико главних ликова приказала као бисексуалне или биромантичне.
У 80-има, бисексуални покрет се померао ка добијању већег препознавања. Активисти су радили на разликовању бисексуалности од сексуалног замаха. Један од разлога зашто су меинстрим медији имали ову погрешну перцепцију су романи и литература која ретко препознаје бисексуалност чак и док је приказује. Често се само подразумијева да је лик бисексуалан, а не да је приказан или експлицитно наведен. Крајем деценије, меинстрим штампа објавила је неке приче о „бисексуалцима претње од АИДС-а упућеним хетеросексуалцима“.
Деведесетих година 20. века бисексуална литература је постала све истакнутија. Први национални амерички бисексуални квартални часопис „ Све што се креће: даље од митова о бисексуалности“, основала Карла Росси, први пут је објавио 1991. године Бисексуална мрежа Баи Ареа. Једна од најутицајнијих књига у историји модерног покрета за бисексуална права, Би Било које друго име: Бисексуални људи говоре, антологија коју су уредили Лораине Хутцхинс и Лани Ка'ахуману, такође је објављена 1991. БиНет УСА је водио кампању након вишеструке бисексуалне књижевности биле су приморане да се такмиче у лезбејским категоријама Ламбда књижевних награда. Професорка Харварда Шекспира Марјорие Гарбер је 1995. године тврдила да је академски случај да ће већина људи бити бисексуална да није "репресија, религија, одбојност, порицање, лењост, стидљивост, недостатак могућности, преурањена специјализација, неуспех маште или већ постојећи живот пуна до ивице еротских искустава, иако само са једном особом или само једним родом “, својом књигом Вице Верса: Бисексуалност и еротика свакодневног живота.  1994. године у Великој Британији је почео да се објављује месечни штампани часопис под називом Би Цоммунити Невс . 1997. године бисексуални активиста др. Фритз Клеин основао је Јоурнал оф Бисекуалити, први академски, тромјесечни часопис о бисексуалности. Међутим, други медији показали су се више мешовитом у смислу представљања бисексуалаца.

### 2000-их
На почетку двадесет првог века, бисексуалност је и даље била у сенци геј и лезбејске књижевности упркос прогресивном распаду ЛГБТ литературе. Иако су многи примери бисексуалности у овом периоду још увек научна фантастика и фантазија, одвијају се у свету где су мишљења о сексуалности другачија од друштвених норми, у последњих неколико година бисексуалност је почела да се појављује више у савременој фикцији. У 2000-има је дошло и до пораста ЛГБТК + ИА литературе, будући да су тинејџерски романи представљали платформу за стварање прича о годинама, а тиме и за приче. У 2014. години објављена је прва књига ове врсте Бисексуалност: Учинити невидљивим у заједницама вера Марие Алфорд-Харкеи и Дебре В. Хаффнер .

## Значајне публикације

### Белетристика
- "Дим, љиљани и жада" Рицхард Бруце Нугент (1926)
- Орландо Виргиниа Воолф (1928)
- Још једна земља Јамес Балдвин (1962)
- Сплитски екран, Брент Хартингер (добитник књижевне награде Ламбда за бисексуалну књижевност 2007.)
- Свето заједништво Николе Дементијука (добитник књижевне награде Ламбда за бисексуалну фикцију 2009.)
- Лове Иоу Тво Мариа Паллотта-Цхиаролли (добитница књижевне награде Ламбда за бисексуалну фикцију 2009.)
- Лунатик , љубавник и песник Мирлин Хермес (добитник књижевне награде Ламбда за бисексуалну фикцију 2010.)
- Момци са дјевојкама по Алек Санцхез (2011)
- Уметничка дописна уметница Барбара Бровнинг (добитница књижевне награде Ламбда за бисексуалну фикцију 2011.)
- У једној особи од Јохн Ирвинг , (добитник Ламбда књижевну награду за књижевност у Бисекуал 2012)
- Моје образовање Сусан Цхои (добитница књижевне награде Ламбда за бисексуалну фикцију у 2013. години)
- Дај ми га Ана Цастилло (добитница књижевне награде Ламбда за бисексуалну фикцију у 2014.)
- Живот и смрт Сопхие Старк од Ане Нортх (добитница књижевне награде Ламбда за бисексуалну књижевност 2015.)
- Острво Марров Алекис М. Смитх (добитник књижевне награде Ламбда за бисексуалну фикцију 2016.)
- Прекрижено звездом Барбара Дее (2017)

### Нон-фикција
- Би Било које друго име: Бисексуалне особе говоре Лораине Хутцхинс и Лани Ка'ахуману (1991)
- Робин Оцхс (2005) Геттинг Би: Гласови бисексуалаца широм свијета
- Мицхаел Сзимански и Ницоле Кристал (Бисекуал'с Гуиде то тхе Универсе) (Први добитник Бисекуал Литературе у категорији Ламбда Литерарна награда 2006. године)
- Отворила Јенни Блоцк (добитница књижевне награде Ламбда за бисексуалну књижевност 2008.)
- Одлазак из Индије: путовање моје породице од пет села до пет континената од стране Минал Хајратвала , (добитник књижевне награде Ламбда за бисексуалну нефантастику 2009.)
- Граничне сексуалности, пограничне породице у школама Мариа Паллотта-Цхиаролли (добитница књижевне награде Ламбда за бисексуалну нефикцију 2010)
- Моје страшно место: Аутобиографија Цхерил Б Цхерил Бурке (добитница књижевне награде Ламбда за бисексуалну књижевност 2012.)
- Ријеч Б: Бисексуалност у савременом филму и телевизији Мариа Сан Филиппо (добитница књижевне награде Ламбда за бисексуалну нефантастику у 2013. години)
- Ватра се угасила у мојим костима Цхарлес М. Блов (добитник књижевне награде Ламбда за бисексуалну нефантастику 2014)
- Неодољиво: Живот у доба јазза Хенриетта Бингхам Емили Бингхам (добитница Ламбда књижевног признања за бисексуалну књижевност 2015)
- Црна голубица: Мама, Ми'јо, а ја Ана Цастилло , (добитница књижевне награде Ламбда за бисексуалну нефантастику 2016)

### Поезија
- Хоризонтални песник Јана Стецкела (добитник књижевне награде Ламбда за бисексуалну нефантастику 2011)
- Абигаил Цхилд (први добитник књижевне награде Ламбда за бисексуалну поезију 2016. године "од уста до уста"

## Издавачи
Тренутно нема издавача искључиво посвећених стварању бисексуалних књига. Многи издавачи специјализовани за ЛГБТК фикцију, а не посебно геј или лезбејску фикцију, имају снажне посвећености стварању бисексуалне литературе. Следи непотпуна листа издавача које је бисексуална заједница препознала за производњу квалитетног бисексуалног садржаја.

### Мање од три издавача
Добитник је издавача године за Бисексуалне књиге Авардс за 2016. и 2015. годину. ЛТ3 је све већи издавач у ЛГБТК романтичној заједници. Са мрежом високо талентованих уредника, уметника и писаца, ЛТ3 је посвећен пружању квалитетне фикције која ставља супстанцу на прво место.

### Бисексуални Ресурсни Центар
Бисексуални Ресурсни Центар је 501 непрофитна образовна организација са седиштем у Бостону, Массацхусеттс, која опслужује бисексуалну заједницу од 1985. Везала се за издавача Године за издавање награда за Бисексуалне књиге за 2014. годину.

### Кружне Новине
Кружне Новине су издавачка кућа у Цамбридгеу, у америчкој држави Массацхусеттс . Основала га је Цецилиа Тан, која је и њен менаџер. Специјализована је за научнофантастичну еротику, некада необичан жанр, а њене публикације често садрже БДСМ теме. Везао се за издавача Године за Бисекуал Боок Авардс за 2014. годину.

### Ривердале Авенуе Боокс
Ривердале је удружење Би-Вритерс-а 2014. године проглашено БиПублисхер оф тхе Иеар, а победник је за издавача године Бисекуал боок Авардс 2013. Отисак је, Ривердале / Магнус, награђивани отисак ЛГБТ наслова.

### Lethe Press
Lethe Press је независна издавачка кућа специјализована за спекулативну фикцију и књиге квир интересовања. Везао се за издавача године Бисексуалне награде за књиге 2012. године.

### Риптајд Објављивање
Риптајд издавач је издавач ЛГБТК фикције коју су створили ветерани из индустрије и ЛГБТК аутори. Тежи се интеграцији позитивне ЛГБТК репрезентације у главне медије. Везао се за издавача године Бисекуал Боок Авардс 2012.

### Sibling Rivalry Press
Sibling Rivalry Press је инклузивна издавачка кућа специјализована за ЛГБТК ауторе и уметнике. Основао га је 2010. године Бриан Борланд, а седиште у Литтле Роцку, Аркансас. То је једина штампа која је икада освојила Ламбда књижевне награде и у геј поезији и у лезбијској поезији. Везао се за издавача Године 2012 за Бисекуал Боок Авардс.

## Игра за децу и младе за одрасле
Приметан је недостатак деце или књига раног читања који расправљају о бисексуалности, мада постоје бројне друге књиге усмерене на ЛГБТ, пре свега које садрже хомосексуалне односе и родитеље. Током последњих 30 година број књига написаних на енглеском језику за децу и младе који приказују ликове лезбијки, геја, бисексуалаца, трансродних особа и иначе куеер-оваца (ЛГБТ) нарастао је експоненцијално. Међутим, неколицина бисексуалних ликова који се појављују у литератури намењени младим читаоцима често су негативно приказани као недовољно анализирани. У чланку за Јоурнал оф Бисекуалити, аутор БЈ Епстеин анализирао је бројне дечје књиге како би утврдио да је "бисексуалност очигледно још увек изван прихватљиве и" нормалне ". Током 1980-их и раних 1990-их већина књига са ЛГБТ ликовима биле су сликовнице, намењене малој деци и приказивале ЛГБТ ликове као родитеље. У последњим годинама, ЛГБТ ликови су све више укључени у књиге за старију децу и младе. Ликови сада нису само родитељи, већ и сами млади. Један од разлога зашто је тешко идентификовати бисексуалце у дечјој литератури је тенденција усмерености на један однос по лику, ствара перцепцију лика да је директан или геј.

### Средњи разред

#### Звездано прекрижено
Један од јединих примера бисексуалности у средњем разреду, Звездано прекрижено је о осмошколцу Маттиеју, који се пронашао како се руши на свог костара, Гемма, у продукцији Ромеа и Јулије у њиховој школи, упркос томе што је пре волео само дечаке. Књига је описана као "слатка прича о младој љубави усред театрије у средњој школи" (Киркус Рецензије), и хвалили су је читаоци и критичари, укључујући истакнутог романтичарског аутора средњег разреда Гаила Царсон Левинеа. Ауторка Барбара Дее била је инспирисана за писање романа након што јој је ћерка изашла из руке да воли другу девојчицу.

#### Риордан књиге
Рицк Риордан, аутор најпродаванијег Перција Јацксона и серије Олимпијци, почео је уносити више разноликости у своје касније књиге. Његова трећа серија која прати грчко-римску митологију, Суђења Аполона, приказује бога Аполона као отворено и јасно бисексуални главни лик.

### Тинејџерска фикција
У случају фикције тинејџера или младих (ИА) ситуација је другачија. Постоји више видљивости, али често се они не описују позитивно, нити им се приказује сретан бисексуални живот. У књизи Дејвида Левијатана среће се с дечаком, главни лик је приказан како замера реч бисексуална јер звучи као да је подељен. У другом роману, " Бермудезов троугао " Мауреен Јохнсон, један лик је описан као "бисексуални зависник од секса", а главна јунакиња Авери одбија да се идентификује као бисексуална, јер се због тога осећа "неславном". У Нанци Гарден -у године када су спаљивали књиге, бисексуалност је у суштини приказана као привремено стање конфузије, при чему оба лика нису сигурна у своју сексуалност и не виде је као могућност.
Још постоје позитивне представе о бисексуалности, како у савременој тако и у шпекулативној фикцији о ЈА. Примери укључују следеће.
- Наш властити приватни свемир Робин Таллеи [24]
- Јен Вилде Куеенс оф Куеенс
- Водич за џентлмена о пороку и врлини Мацкензи Лее
- Рамона Блуе Јулие Мурпхи
- Дивља лепота од Анна-Марие МцЛеморе
- ЦБ Лее није ваш Сидекицк
- Цода Емма Треваине
- Није другачије одређено од Ханнах Московитз
- Остало од Цоринне Дуивис
- Царица света Сара Риан
- Серија Мортал Инструментс Цассандра Цларе
- Огањ и звезде Аудреи Цоултхурст
- Тхе Равен Цицле би Маггие Стиефватер